# 雙魚座I (矮星系)
雙魚座I （Psc I）或雙魚座高密度區（Pisces Overdensity）是在銀河系的銀暈內的恆星叢集，也可能是一個發育不全的矮橢球星系。它坐落在雙魚座，並且在2009年分析的史隆數位巡天資料中發現分布著天琴座RR變星。這個星系距離太陽大約8萬秒差距，並以75公里/秒朝向太陽移動。
雙魚座I是銀河系最黯淡的衛星星系之一，質量大約是105太陽質量。然而，它的角直徑很大，有好幾度（大約1,000秒差距），可能是在被引力約束的星系和未被引力約束的星系之間過渡狀態的系統。雙魚座I的位置接近大麥哲倫雲所在的平面，兩者之間可能存在著關聯 。